# Duponchelia ranalis
Duponchelia ranalis es una especie de polillas perteneciente a la familia Crambidae. Fue descrita por George Hampson en 1907. Se encuentra en Paraná en Brasil.